# جون ماكوتشون
جون ماكوتشون (بالإنجليزية: John McCutcheon)‏ هو عازف على عدة آلات وملحن ومغني وكاتب أغاني ومغن مؤلف أمريكي، ولد في 14 أغسطس 1952 في واوسو في الولايات المتحدة.

## وصلات خارجية
- جون ماكوتشون على موقع ميوزك برينز (الإنجليزية)
- جون ماكوتشون على موقع ديسكوغز (الإنجليزية)